# Bygginformationsstiftelsen
Bygginformationsstiftelsen (finska: Rakennustietosäätiö RTS) är en allmännyttig stiftelse i Helsingfors för främjande av standardisering samt forskning och utveckling inom byggbranschen. 
Bygginformationsstiftelsen grundades 1972 genom en sammanslagning av det av Finlands Arkitektförbund upprätthållna Stadsplane- och standardiseringsverket (grundat 1942) och den av byggmästarcentralorganisationen Rakennusmestarien Keskusliitto ägda permanenta byggämnesutställningen (grundad 1936). Stiftelsen leds av en styrelse och ett representantskap med 43 medlemmar från ledande organisationer inom byggbranschen. 
Bygginformationsstiftelsens verksamhet omfattar företaget Bygginformation Ab - Rakennustieto Oy, som sin tur publicerar facklitteratur för byggbranschen, samt bygginformationscentra på olika orter i Finland, Ryssland och Baltikum. Av facklitteratur som publiceras kan främst nämnas Allmänna kvalitetskrav för byggnadsarbeten (RYL) och olika kartotek för bygginformation (RT). Stiftelsen är medlem i det internationella förbundet för byggcentra (UICB). 